# Amylotheca
Amylotheca is een geslacht van hemiparasitaire struiken uit de familie Loranthaceae. De soorten komen voor van het Maleisisch schiereiland tot in het zuidwestelijke deel van het Pacifisch gebied.

## Soorten
- Amylotheca acuminatifolia Barlow
- Amylotheca cleofei Tandang, Galindon & A.S.Rob.
- Amylotheca dictyophleba (F.Muell.) Tiegh.
- Amylotheca duthieana (King) Danser
- Amylotheca subumbellata Barlow